# Orașul întunecat (film din 1998)
Orașul întunecat (în engleză Dark City) este un film științifico-fantastic neo-noir din 1998 regizat de Alex Proyas pe baza unui scenariu scris de Proyas, David S. Goyer și Lem Dobbs. În film interpretează Rufus Sewell, Kiefer Sutherland, Jennifer Connelly și William Hurt. A primit Premiul Saturn pentru cel mai bun film științifico-fantastic în 1988 (împărțit cu Armageddon - Sfârșitul lumii?).
Rufus Sewell interpretează rolul lui John Murdoch, un om care se trezește fără memorie și care este acuzat de crime în serie. Murdoch încearcă să descopere adevărata sa identitate pentru a-și dovedi nevinovăția în timp ce pe urmele sale se află poliția și un grup misterios, cunoscut doar sub numele de «Străinii». Orașul întunecat încearcă să răspundă la întrebarea „ce este omul” și explorează relația dintre memorie și identitate personală în încercarea de a răspunde.

## Prezentare
John Murdoch se trezește într-o cadă, în baia unui hotel, suferind de amnezie. Primește un telefon de la dr. Daniel Schreber, care îl îndeamnă să părăsească hotelul pentru a scăpa de un grup de bărbați care îl urmărește. În cameră, Murdoch descoperă cadavrul unei femei care a fost ucisă ritualic împreună cu un cuțit însângerat. El fuge de la locul faptei, exact când sosește un grup de bărbați palizi în trenciuri negre și lungi (identificați mai târziu ca „Străinii”).
Urmând indiciile, Murdoch află care este propriul său nume și că are o soție pe nume Emma, că inspectorul de poliție Frank Bumstead îl suspectează pe Murdoch ca principalul vinovat într-o serie de crime comise în oraș, deși nu-și amintește să fi ucis pe cineva. Urmărit de Străini, Murdoch descoperă că are abilități de psihokinezie - poate modifica realitatea după bunul plac - aceleași puteri pe care Străinii le posedă.  Străinii spun despre Murdoch că „poate să se ajusteze” ca și ei. El reușește să folosească aceste puteri pentru a scăpa de ei.
Murdoch explorează orașul anacronic, unde nimeni nu pare să observe că este noapte în continuu. La miezul nopții, el vede cum toată lumea, cu excepția lui, adoarme în timp ce Străinii rearanjează fizic orașul și schimbă identitățile și amintirile oamenilor. Murdoch descoperă că a copilărit într-un oraș de coastă din apropiere, numit Shell Beach: acesta este un oraș luminos cunoscut tuturor, dar nimeni nu știe cum să ajungă acolo, iar toate încercările sale de a face acest lucru nu au succes din diferite motive. Între timp, Străinii injectează unuia dintre oamenii lor, Mr. Hand, amintirile destinate lui Murdoch în încercarea de a-i prezice mișcările și de a-l urmări.
În cele din urmă, inspectorul Bumstead îl prinde pe Murdoch, își dă seamă că acesta este cel mai probabil nevinovat și, de atunci, începe să aibă propriile sale îndoieli cu privire la adevărata natură a orașului. Ei se întâlnesc cu dr. Schreber, care le explică că Străinii sunt extratereștri care folosesc cadavre umane ca gazde. Având o minte colectivă (de stup), Străinii experimentează cu oameni pentru a le analiza individualitatea, în speranța că s-ar putea dezvălui o perspectivă care va ajuta propria rasă să supraviețuiască.
Schreber dezvăluie că Murdoch este o anomalie care s-a trezit din neatenție când Schreber era în mijlocul imprimării celei mai recente identități a sa de criminal. Cei trei pleacă pentru a găsi Shell Beach, dar acesta există doar ca un afiș pe un perete de la marginea orașului întunecat. Frustrați, Murdoch și Bumstead sparg peretele, dincolo de care se află doar spațiul cosmic. Bărbații se confruntă cu Străinii, inclusiv cu domnul Hand, care o ține ostatică pe Emma. În lupta care a urmat, Bumstead și unul dintre Străini cad prin gaura din zid în spațiu, dezvăluind că orașul este un habitat în spațiul îndepărtat care este înconjurat de un câmp de forță.
Străinii îl duc pe Murdoch în baza lor de sub oraș și îl forțează pe Schreber să-i imprime lui Murdoch memoria lor colectivă, crezând că Murdoch este punctul culminant al experimentelor lor. Schreber îi trădează imprimând, în schimb, amintiri false în Murdoch, care îi restabilesc artificial copilăria, dar conține și ani de antrenament și de perfecționare a abilităților de a lupta și a afla totul despre Străini și mașinile lor. Murdoch se trezește, cu toate abilitățile sale la maxim. El se eliberează și se luptă cu Străinii, învingându-l pe liderul lor, Mr. Book, într-o luptă psihocinetică sus, deasupra orașului.
După ce a aflat de la Schreber că Emma a fost re-imprimată și memoria anterioară nu poate fi restaurată, Murdoch își exersează noile puteri, amplificate de mașina străinilor, pentru a crea adevărata Shell Beach, inundând zona din câmpul de forță cu apă și formând munți, plaje, nori. În drum spre Shell Beach, Murdoch se întâlnește cu Mr. Hand care este pe moarte și Murdoch îl informează că Străinii au căutat în locul greșit, nu trebuiau să scotocească în mintea oamenilor pentru a înțelege umanitatea și pune mâna la inimă. Murdoch rotește habitatul spre steaua de la care a fost întors (Străinii nu sufereau lumina), iar orașul experimentează lumina soarelui pentru prima dată.
Murdoch deschide o ușă care duce în afara orașului și iese pentru a vedea răsăritul soarelui. Dincolo de el este un dig, unde o găsește pe femeia pe care o cunoștea sub numele de Emma, acum cu amintiri noi și o nouă identitate, ca Anna. Ea îl invită pe Murdoch să o însoțească spre Shell Beach, astfel reîncepe relația lor romantică.

## Actori/Roluri
| Actor                 | Personaj                  |  |
| --------------------- | ------------------------- |  |
| Rufus Sewell          | John Murdoch              |  |
| William Hurt          | Inspector Frank Bumstead  |  |
| Kiefer Sutherland     | Dr. Daniel P. Schreber    |  |
| Jennifer Connelly     | Emma Murdoch/Anna         |  |
| Richard O'Brien       | Dl. Hand                  |  |
| Ian Richardson        | Dl. Book                  |  |
| Bruce Spence          | Dl. Wall                  |  |
| Colin Friels          | Det. Eddie Walenski       |  |
| John Bluthal          | Karl Harris               |  |
| Mitchell Butel        | Ofițer Husselbeck         |  |
| Melissa George        | May                       |  |
| Frank Gallacher       | Șef inspector Stromboli   |  |
| Ritchie Singer        | Hotel Manager/Vendor      |  |
| Justin Monjo          | Taximetrist               |  |
| Nicholas Bell         | Dl. Rain                  |  |
| Satya Gumbert         | Dl. Sleep                 |  |
| Noah Gumbert          | Dl. Sleep - dublură       |  |
| Frederick Miragliotta | Dl. Quick                 |  |
| Peter Sommerfeld      | Străin                    |  |
| Timothy Jones         | Străin                    |  |
| Jeanette Cronin       | Străin                    |  |
| Paul Livingston       | Asistent al Străinilor    |  |
| Michael Lake          | Asistent al Străinilor    |  |
| David Wenham          | Asistentul Schrebers      |  |
| Alan Cinis            | Automat agent             |  |
| Bill Highfield        | Agent automat             |  |
| Terry Bader           | Dl. Jeremy Goodwin        |  |
| Rosemary Traynor      | Dna. Sylvia Goodwin       |  |
| Edward Grant          | Hotel Manager             |  |
| Maureen O'Shaughnessy | Kate Walenski             |  |
| Deobia Oparei         | pasager din tren          |  |
| Marques Johnson       | șef de gară               |  |
| Doug Scroope          | agent birou               |  |
| Cinzia Coassin        | Chelneriță                |  |
| Tyson McCarthy        | Murdoch la 10 ani         |  |
| Luke Styles           | Murdoch adolescent        |  |
| Anthony Kierann       | mama lui Murdochs         |  |
| Laura Keneally        | tatăl lui Murdochs        |  |
| Natalie Bollard       | femeia goală              |  |
| Eliot Paton           | Matthew Goodwin           |  |
| Naomi van der Velden  | Jane Goodwin              |  |
| Peter Callan          | taximetrist               |  |
| Mark Hedges           | iubitul Emmei             |  |
| Darren Gilshenan      | agent de amprente         |  |
| Ray Rizzo             | Polițist                  |  |
| Bill Rutherford       | Brigadier                 |  |
| Marin Mimica          | agent din holul hotelului |  |
| Anthony Pace          | Jonge Karl Harris         |  |
| Tony Mosley           | Bandit                    |  |
| Glenford O. Richards  | Bandit                    |  |
| Stanley Steer         | Bandit                    |  |
| Greg Tell             | Bandit                    |  |
| William Upjohn        | agent de medicină legală  |  |
| Anita Kelsey          | Emma Murdoch (voce)       |  |

## Producția și distribuția
Cea mai mare parte a peliculei a fost filmată de Fox Studios Australia. Filmul a fost produs în comun de către New Line Cinema și Mystery Clock Cinema. New Line Cinema și New Line Home Video au distribuit comercial filmul în cinematografe și pe casete video.

## Vezi și
- Realitatea simulată în ficțiune

| Premii                        | Premii                                                                                   | Premii           |
| ----------------------------- | ---------------------------------------------------------------------------------------- | ---------------- |
| Predecesor: Bărbații în negru | Premiul Saturn pentru cel mai bun film științifico-fantastic 1998 împărțit cu Armageddon | Succesor: Matrix |